# Roberto Recchioni
Roberto Recchioni (Roma, 13 gennaio 1974) è un fumettista italiano.

## Biografia

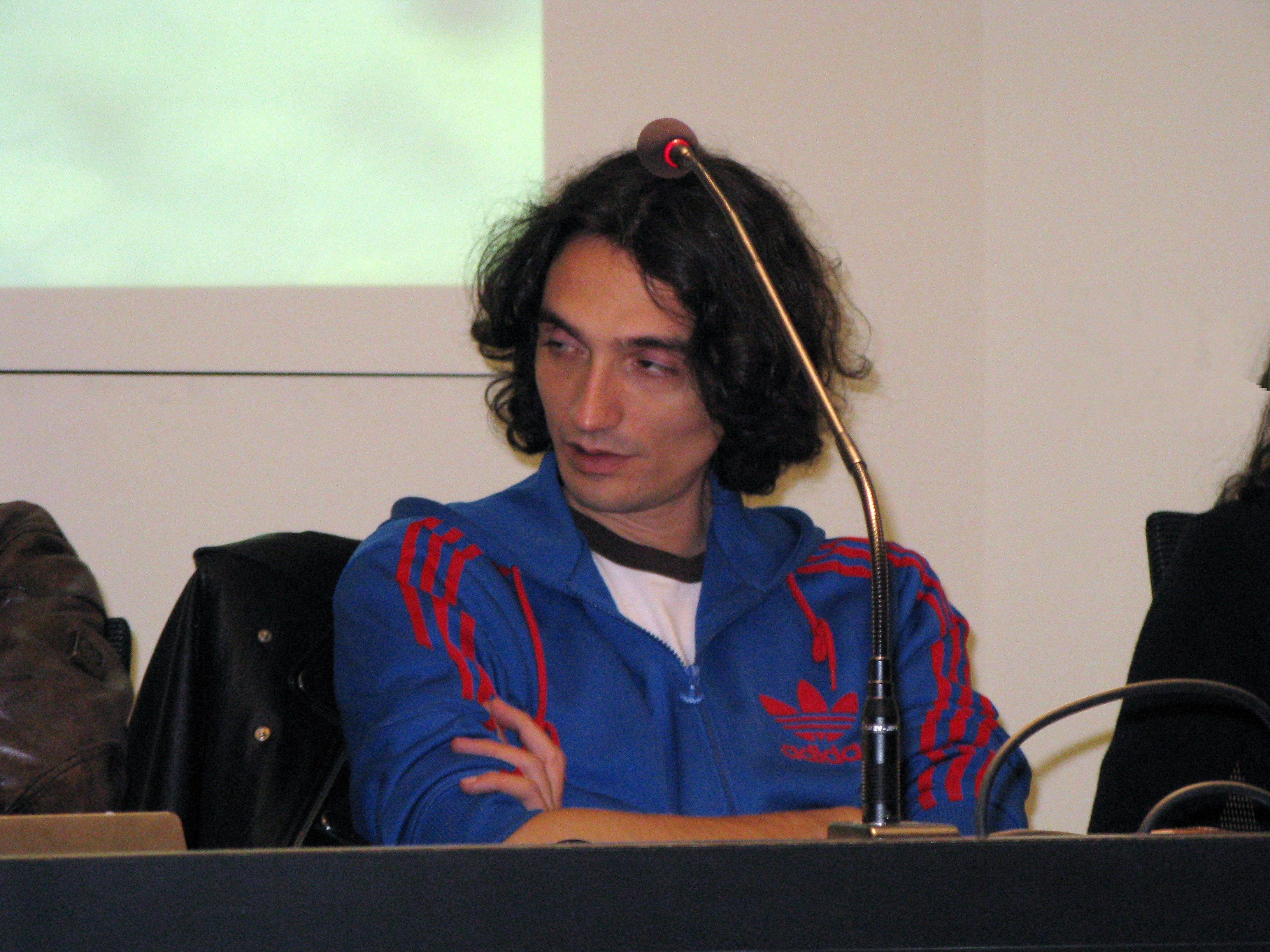
Recchioni al Lucca Comics & Games 2009

Recchioni fa il suo debutto nel mondo del fumetto nel 1993, anno di pubblicazione, per BDB Presse, di Dark Side, volume realizzato in collaborazione con Leomacs. In seguito ha collaborato con StarShop (creatore, sceneggiatore e disegnatore di Dark Side - Battaglia, miniserie di due numeri), Comic Art (co-creatore e disegnatore di Pugno, miniserie di tre numeri), Rizzoli (in ambito pubblicitario), Magic Press (redattore), Astorina (sceneggiatore di vari numeri di Diabolik), Eura Editoriale (creatore e sceneggiatore di varie serie), Bonelli (sceneggiatore e curatore di Dylan Dog e Orfani, sceneggiatore di due numeri di Le storie e Monolith), Disney, Panini, e per l'americana Heavy Metal; è stato tra i fondatori della casa editrice indipendente Factory, che si è poi sciolta. Con Lorenzo Bartoli ha creato John Doe e Detective Dante.
Nelle attività extra-fumettistiche annovera la collaborazione con le riviste X-Files, CineAttack!, Fiction, Pc Zeta e Game Pro, per la quale ha tenuto la rubrica Anatomie Comparate. È stato articolista delle riviste Resident Evil Magazine, Cliffhanger e WildStorm per la Magic Press e ha collaborato ad un saggio sulle arti marziali edito dalla ADN Kronos. Ha esordito come scrittore nell'antologia collettiva Bugs.
Nel 2009 ha scritto la sceneggiatura dei fumetti basati sulle storie delle Cronache del Mondo Emerso, saga fantasy scritta da Licia Troisi, mentre nel 2012 scrive il secondo albo della nuova serie Bonelli Le storie, dal titolo La redenzione del samurai, uscito nel novembre 2012 e della stessa serie il quindicesimo e ultimo numero uscito nel dicembre del 2013 e intitolato I fiori del massacro.
Sempre nel 2012 ha pubblicato con Nicola Pesce Editore due volumi: Ammazzatine, disegnato da Stefano Landini e Asso come autore completo. Per la promozione del volume Asso ha realizzato un live action trailer in cui interpreta il protagonista, Asso, in compagnia di Laura Gigante e Taiyo Yamanouchi per la regia di Giovanni Bufalini.
Nel 2013 è stato tra gli ideatori di Long Wei per l'Editoriale Aurea.
Il 20 maggio 2013 è diventato il nuovo curatore di Dylan Dog. Dal 4 maggio 2023 gli succede Barbara Baraldi.
Insieme al disegnatore Emiliano Mammucari ha ideato il soggetto e le sceneggiature di Orfani, prima serie interamente a colori in casa Bonelli, la cui pubblicazione è iniziata il 16 ottobre 2013

## Opere (testi)

### Dylan Dog

#### Serie regolare
- Il modulo A38, in Dylan Dog n. 268, Sergio Bonelli Editore, dicembre 2008.
- Mater Morbi, in Dylan Dog n. 280, Sergio Bonelli Editore, dicembre 2009.
- I nuovi barbari, in Dylan Dog n. 287, Sergio Bonelli Editore, agosto 2010.
- Il giudizio del corvo, in Dylan Dog n. 311, Sergio Bonelli Editore, agosto 2012.
- Spazio profondo, in Dylan Dog n. 337, Sergio Bonelli Editore, ottobre 2014.
- Anarchia nel Regno Unito, con Gigi Simeoni, in Dylan Dog n. 339, Sergio Bonelli Editore, dicembre 2014.
- Al servizio del caos, in Dylan Dog n. 341, Sergio Bonelli Editore, febbraio 2015.
- Il cuore degli uomini, in Dylan Dog n. 342, Sergio Bonelli Editore, marzo 2015.
- Mater Dolorosa, in Dylan Dog n. 361, Sergio Bonelli Editore, ottobre 2016.
- Arriva il Dampyr, in Dylan Dog n. 371, Sergio Bonelli Editore, agosto 2017.
- Che regni il caos!, in Dylan Dog n. 387, Sergio Bonelli Editore, Novembre 2018.
- Il primordio, in Dylan Dog n.392, con Paola Barbato, Sergio Bonelli Editore, Aprile 2019
- Oggi sposi, in Dylan Dog n.399, Sergio Bonelli Editore, Novembre 2019
- E ora, l'apocalisse!, in Dylan Dog n.400, Sergio Bonelli Editore, Dicembre 2019
- 'alba nera, in Dylan Dog n.401, Sergio Bonelli Editore, Gennaio 2020
- Il tramonto rosso, in Dylan Dog n.402, Sergio Bonelli Editore, Febbraio 2020
- La lama, la luna e l'orco, in Dylan Dog n.403, Sergio Bonelli Editore, Marzo 2020
- Anna per sempre, in Dylan Dog n.404, Sergio Bonelli Editore, Aprile 2020
- L'uccisore, in Dylan Dog n.405, Sergio Bonelli Editore, Maggio 2020
- L'ultima risata, in Dylan Dog n.406, Sergio Bonelli Editore, Giugno 2020
- Due minuti a mezzanotte, con Claudio Lanzoni, in Dylan Dog n.435, Sergio Bonelli Editore, Novembre 2022
- Morte in sedici noni, in Dylan Dog n.444, Sergio Bonelli Editore, Agosto 2023
- Xenon, in Dylan Dog n.445, Sergio Bonelli Editore, Settembre 2023

#### Almanacco della paura
- L'eliminazione, in Almanacco della Paura n. 22, con Mauro Uzzeo, Sergio Bonelli Editore, aprile 2012.

#### Maxi
- l vigilante, in Maxi Dylan Dog n. 15, Sergio Bonelli Editore, luglio 2011.

#### Color fest
- Fuori tempo massimo, in Dylan Dog Color Fest n. 1, Sergio Bonelli Editore, agosto 2007.
- La Nera, in Dylan Dog Color Fest n. 11, Sergio Bonelli Editore, agosto 2013.
- La nuova alba dei morti viventi, in Dylan Dog - I colori della paura n. 1, Sergio Bonelli Editore, luglio 2015.
- La nuova alba dei morti viventi, in Dylan Dog Color Fest n. 18, Sergio Bonelli Editore, agosto 2016.
- Vittime e carnefici, in Dylan Dog Color Fest n. 20, Sergio Bonelli Editore, febbraio 2017.

### Tex
- Randy il fortunato, in Color Tex n. 6, Sergio Bonelli Editore, novembre 2014.
- La strada per Serenity, in Color Tex n. 7, Sergio Bonelli Editore, agosto 2015.
- Un uomo tranquillo, in Tex Willer Speciale n. 2, Sergio Bonelli Editore, dicembre 2020.

### Le storie
- La redenzione del samurai, in Le storie n. 2, Sergio Bonelli Editore, novembre 2012.
- I fiori del massacro, in Le storie n. 15, Sergio Bonelli Editore, dicembre 2013.

### Orfani
- Piccoli spaventati guerrieri, in Orfani n. 1, Sergio Bonelli Editore, ottobre 2013.
- Non per odio ma per amore, in Orfani n. 2, Sergio Bonelli Editore, novembre 2013.
- Primo sangue, in Orfani n. 3, Sergio Bonelli Editore, dicembre 2013.
- Spiriti nell'ombra, in Orfani n. 4, Sergio Bonelli Editore, gennaio 2014.
- L'uomo con il fucile, in Orfani n. 5, Sergio Bonelli Editore, febbraio 2014.
- ...E rinascerai con dolore, in Orfani n. 6, Sergio Bonelli Editore, marzo 2014.
- Bugie e pallottole, in Orfani n. 7, Sergio Bonelli Editore, aprile 2014.
- War pigs, in Orfani n. 8, Sergio Bonelli Editore, maggio 2014.
- Freddo come lo spazio, in Orfani n. 9, Sergio Bonelli Editore, giugno 2014.
- Cuori sull'abisso, in Orfani n. 10, Sergio Bonelli Editore, luglio 2014.
- Tutti giù per terra, in Orfani n. 11, Sergio Bonelli Editore, agosto 2014.
- Rock 'n roll, in Orfani n. 12, Sergio Bonelli Editore, settembre 2014.

### Monolith
- Monolith primo tempo, con Mauro Uzzeo, Sergio Bonelli Editore, gennaio 2017
- Monolith secondo tempo, cin Mauro Uzzeo, Sergio Bonelli Editore, maggio 2017

### Chanbara
- Il lampo ed il tuono, Sergio Bonelli Editore, Ottobre 2018
- La redenzione del samurai, Sergio Bonelli Editore, Gennaio 2021
- I fiori del massacro, Sergio Bonelli Editore, Novembre 2021
- Di uomini e orchi, Sergio Bonelli Editore, Dicembre 2023

### Eura Editoriale
- Logan, Creatore, sceneggiatore, disegnatore, Eura Editoriale, 1999
- Napoli Ground Zero, Co-Creatore, sceneggiatore, disegnatore, Eura Editoriale, 1998
- John Doe, Co-Creatore, sceneggiatore, Serie Eura Editoriale, 2003
- Detective Dante, Co-Creatore, sceneggiatore, Miniserie Eura Editoriale, 2005

### Panini comics
- David Murphy - 911 Creatore, sceneggiatore, Panini, 2008
- David Murphy - 911 Make America Great Again, Sceneggiatore, Panini, 2019
- Cronache del Mondo Emerso, Creatore adattamento a fumetti, Panini, 2009

### Feltrinelli Comics
- La fine della ragione, Milano, Feltrinelli, 2018.
- RSDIUG. Roma sarà distrutta in un giorno (con Il Muro del Canto), Milano, Feltrinelli, 2019.

### Varie
- Dark Side creatore e sceneggiatore, BDB Presse, 1994
- Dark Side - Battaglia creatore, sceneggiatore, disegnatore, StarShop, 1995
- Notturno disegnatore, Tesauro, 1996
- Pugno Co-Creatore, disegnatore, Comic Art, 1997
- Capitan Italia N.4 Sceneggiatore, 1998
- Battaglia - Vota Antonio Creatore, sceneggiatore, Factory, 1998
- Lost Kidz Creatore, sceneggiatore, Factory, 1998
- Zelda, streghetta alla moda Creatore, sceneggiatore, Factory, 1998
- Il Massacratore n.2 Sceneggiatore, Factory, 1999
- L'Uomo Atomico Creatore, sceneggiatore, Factory, 1999
- Storie Libere per Lanciostory e Skorpio, Sceneggiatore, disegnatore, Eura Editoriale, 2000
- Chicken Little Sceneggiatore della Graphic Novel Disney 2005
- Alta criminalità volume antologico contenente la ristampa della miniserie Battaglia - Vota Antonio Mondadori, 2005
- PP8 N.8 Sceneggiatore, Disney, 2005
- Diabolik Sceneggiatore, Astorina, 2006
- Garrett Creatore, sceneggiatore, inchiostratore, Edizioni BD, 2006
- Ucciderò ancora Billy the Kid Creatore, sceneggiatore, inchiostratore, Edizioni BD, 2007
- Internationoir volume antologico contenente la storia Le guerre di Piero, secondo capitolo della serie di Battaglia, Mondadori, 2005
- Battaglia - Le guerre di Pietro contiene Battaglia - Vota Antonio e Le guerre di Piero Creatore, sceneggiatore, Edizioni BD, 2007

- Lost Kidz Reload Creatore, sceneggiatore, Edizioni Arcadia, 2008
- Ammazzatine, Sceneggiatore, Nicola Pesce Editore, 2012
- ASSO Sceneggiatore e disegnatore, Nicola Pesce Editore, 2012
- Il Ritorno del Cavaliere Oscuro edizione Deluxe, introduzione iniziale, Lion - DC Deluxe, 2013
- Roberto Recchioni e Tito Faraci (testi), Paolo Mottura (disegni); Dylan Top in: L'alba dei Topi invadenti, in Topolino n. 3094, Panini Comics, 10 marzo 2015.
- Smetto quando voglio - Masterclass (2017)
- Cane Grinta, Edizioni BD, 2021
- Shin Nosferatu, Edizioni BD, 2024

#### Racconti in antologie collettive
- It came from the desert, in Bugs, Edizioni BD, 2008 ISBN 978-88-6123-213-6

#### Romanzi
- YA - La battaglia di Campocarne, Mondadori, 2015
- Ringo: chiamata alle armi, Multiplayer, 2016
- YA - L'ammazzadraghi, Mondadori, 2017